# 鹿鐘麟
鹿钟麟（1884年3月12日—1966年1月11日），字瑞伯，河北定州北鹿庄人，曾任國民革命軍高级将领。馮玉祥手下的「五虎将」之一（其他四位是張之江、宋哲元、鄭金聲、劉郁芬）。

## 生平

### 馮玉祥的部下
鹿出生于河北望族之家，早年考秀才未中，后因日俄战争而受到触动，决定投笔从戎。1906年（光緒32年）他成为新軍第6鎮第1混成協士兵。1908年（光緒34年）他加入馮玉祥組織的武学研究会。1910年（宣統2年），他任第6鎮第40協第79標副官。
1911年（宣統3年）12月，他随同馮玉祥参加革命派的滦州起義，最后起义失敗，他受到长官车震的保护，1912年（民国元年）2月，鹿鍾麟任第20師第39旅第2团副营長。1915年（民国4年），伍祥桢的第39旅扩编为第4混成旅，他留任副营長。
同年，袁世凱任命陳宧督理四川軍務。李炳之任旅長的第1混成旅，馮玉祥任旅長的第16混成旅和鹿鍾麟所属的第4混成旅奉命随陳宧入四川。同年12月，反对袁世凱称帝的護国戰争爆發，蔡鍔率護国軍第1軍進攻四川。第16混成旅和第4混成旅在瀘州迎擊蔡鍔，此時鹿鍾麟和馮玉祥在滦州起義五年之後終于重新相会。第4混成旅在护国战争中于四川叙府被护国军刘云锋部击溃，鹿鍾麟遂改归冯玉祥的第16混成旅。
馮玉祥同情護国軍，设法促使陳宧通电反对帝制宣布独立。鹿钟麟在其中出謀劃策。1916年（民国5年）5月，陳宧宣佈四川独立。馮玉祥部改編為護国軍第5師，鹿任第5師第3團營長（護国戰争結束後，該部復稱第16混成旅）。

### 国民軍基礎的奠定

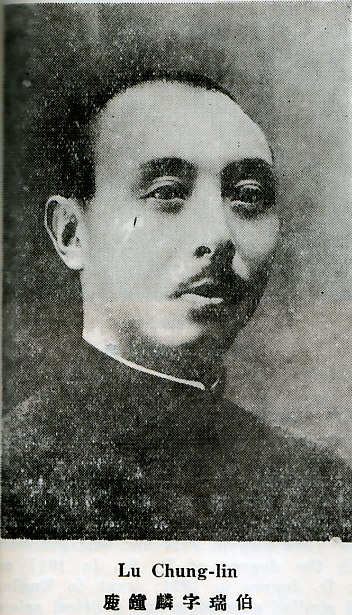

同年6月袁世凱去世，段祺瑞勢力大增。段祺瑞罷免了馮玉祥的旅長職務，任命其部下第1團團長楊桂堂繼任旅長。此後，鹿鍾麟歷任軍械官、砲兵營長等職。1917年（民国6年）7月張勳挾天子以令諸侯，擁立前清皇帝溥儀，實行復辟，第16混成旅的鹿钟麟、邱斌、张之江、李鸣钟等要求旅长杨桂堂出兵讨伐張勳，杨桂堂反而到北京拜谒張勳。鹿钟麟等遂推舉薛笃弼迎请冯玉祥回該旅。冯玉祥到廊坊后率該旅全体官兵通电讨伐張勳。
1918年（民国7年）8月，馮玉祥任湘西鎮守使，駐湖南省常德。鹿鍾麟任砲兵團團長、教导大隊大隊長。當時鹿鍾麟負責訓練士兵，這對此後馮玉祥軍的精銳化起了很大作用，培養出了張自忠等優秀軍人。
1922年（民国11年），馮玉祥被任命為河南督辦，鹿任河南全省警務處處長。同年10月，鹿鍾麟任馮所率的第11師第22旅旅長。
1924年（民国13年）9月，第二次直奉戰争爆發。10月19日，鹿鍾麟奉馮玉祥之命突襲北京，23日控制北京，史稱甲子政變。因鹿迅速控制了局面，避免了大的混乱。11月5日，鹿鍾麟依照馮玉祥指令，與李石曾、張璧率軍佔領紫禁城，自稱「奉攝行大總統黃郛命令」，要求溥儀取消皇帝尊號，並命令溥儀在兩天內收拾行囊，離開紫禁城；否則就用大砲把紫禁城夷為平地。溥儀被迫離城，後來在日本人協助之下，逃至天津。
馮玉祥組織国民軍，自任国民軍總司令兼第1軍軍長，鹿鍾麟任第1軍暫編第1師師長兼北京警備司令，在警備司令任內，鹿鍾麟也應聘加入「辦理清室善後委員會」，成為14名委員之一，對於故宮清室文物的點查、維持、保護等方面甚有貢獻，其廉潔也頗為公眾稱道；《北京社會日報》曾報導，謂清室代表本欲以1000兩宮內庫銀贈予鹿鍾麟，以犒賞其麾下士兵協助搬運庫銀發還溥儀，但鹿鍾麟認為此乃職責內應為之事，無犒賞之必要，堅不受贈。此事蔚為佳話。
段祺瑞政府成立後，年末同孫文交涉，邀請其訪問北京，馮命鹿負責孫文的接待及警備工作。1925年（民国14年）3月孫文在北京去世，鹿曾幫助孙中山灵柩移奉北京西山碧云寺。

### 同北方各派的戰鬥
民国15年（1926年）1月馮玉祥因爲被指“赤化”而下野（3月訪問蘇聯），張之江任国民軍全軍總司令，鹿鍾麟任国民軍前敵總司令（後任東路總司令）。4月段祺瑞與奉系的密約曝光，9日鹿驅逐段祺瑞，釋放曹錕。
同月国民軍在北京战斗失利后從北京撤退到南口，鹿鍾麟、張之江和西路總司令宋哲元同直、魯（山東省的張宗昌部）、奉聯軍抗衡。8月14日他們放棄南口，撤往綏遠、包頭方向（參見南口大戰）。在馮玉祥訪問蘇聯不在國内，其他北方各派均為敵人的惡劣環境中，張、鹿、宋的運籌帷幄使国民軍得以存續。
此後馮玉祥歸国，9月17日五原誓師，馮玉祥任国民聯軍總司令，加入中國國民黨的北伐，鹿鍾麟任總参謀長。鹿鍾麟奉馮的命令訪問蘇聯，會見斯大林，取得蘇聯援助。1927年（民国16年）4月歸国後，他任河南省民政廳廳長兼代理省政府主席。9月，他任馮所率国民革命軍第2集團軍第9方面軍總指揮，擊破直魯聯軍。此後他歷任右路總指揮、北路總司令，進行北伐。1928年末，鹿任国民政府軍政部常務次長。

### 反蒋介石路線的堅持

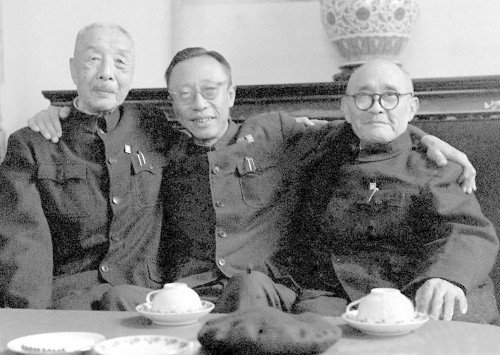
1961年10月13日，纪念辛亥革命50周年的活动时，在中国人民政治全国委員会第四会議室，鹿鍾麟(左)、溥儀(中)、熊秉坤(右)合影。

馮玉祥同蔣中正的矛盾激化，反蒋戰争開始，鹿鍾麟參戰。1930年（民国19年）中原大戰反蒋軍敗北，鹿钟麟通电下野，蟄居天津。
1937年（民国26年）馮玉祥任第三戰区司令長官，鹿任該戰区参謀長。馮轉任第六戰区司令長官後，鹿鍾麟轉任同戰区副司令長官。1938年被任命为河北省主席，主持河北地区的敌后抗战。在此期间，鹿率军多次与当地八路军发生冲突。1940年（民国29年），因蔣中正同中国共产党路綫對立，鹿辞職，前往重慶。
此後，鹿鍾麟受馮玉祥指示，從事聯共的政治活動。1944年，被任命为兵役部长。1946年7月31日国民政府令陆军上将衔鹿鍾麟退为备役（即仍为陆军中将加上将衔，不是晋升为二级上将），转任华北宣抚使代理河北省主席。退役后，隐居天津。1948年馮玉祥去世，次年中華人民共和国建国，鹿鐘麟留在中國大陸。此後在天津义生里街道办事处工作，1954年被任命为国防委员会委员，但未赴京任职，仍留在天津。
1966年1月11日，鹿鍾麟於天津患癌病逝，享年81歲。据大商贾谢家后人讲，谢家为其料理后事。